# パレルモ石

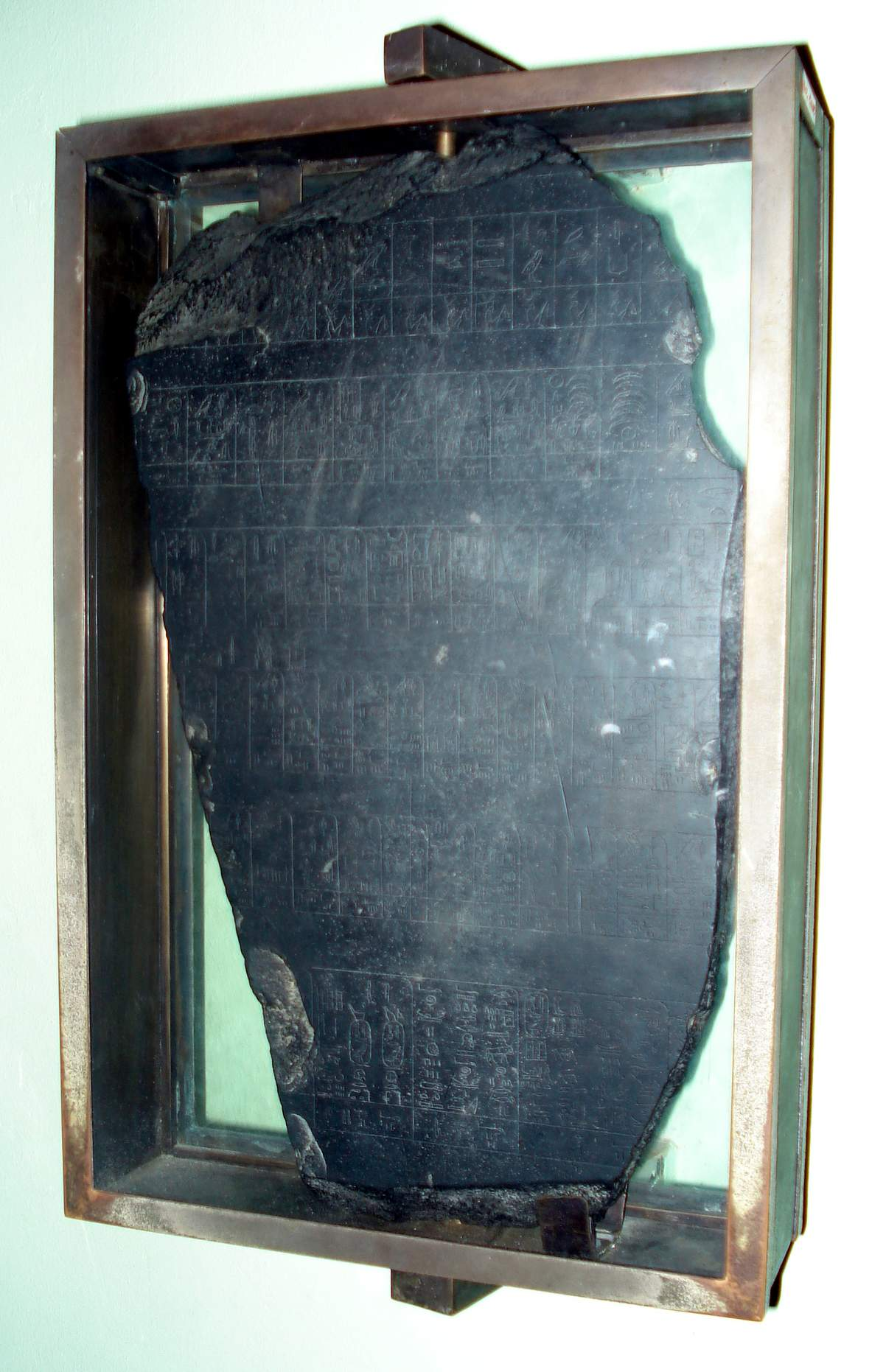
パレルモの博物館に収蔵されるパレルモ石

パレルモ石（英: Palermo Stone）は、エジプト古王国のRoyal Annalsとして知られる石碑の7つの現存する断片の1つである。この石碑には、エジプト第1王朝からエジプト第5王朝初期までのエジプト王の一覧とその治世下の年ごとの重大事件が記されている。恐らく第5王朝期（紀元前2392年-2283年頃）に作られたものである。イタリアのパレルモにあるAntonio Salinas Regional Archaeological Museumに収蔵され、ここから名前が付けられた。
「パレルモ石」という名称は、カイロやロンドンの博物館に収蔵されるものを含む、Royal Annalsの現存する7つ全ての断片を指す場合もある。また、これらの断片はまとめて"Cairo Annals Stone"と呼ばれる場合もあるが、"Cairo Stone"という言葉は現在カイロに収蔵される断片のみを表すのにも用いられる。
パレルモ石とRoyal Annalsのその他の断片は、古代エジプト以来残されてきた恐らく最古の文書記録であると考えられており、古王国時代のエジプト史の重要な情報源である。

## 概要
パレルモ石がその一部であるRoyal Annals石碑は、元々高さ60cm、幅2.1mであったと考えられている。断片は、恐らく玄武岩の一種である硬く黒い石でできている。
パレルモ石自体は不規則な盾形で、高さ43.5cm、幅25cm、厚さ6.5cm（最大）である。
表面の碑文は、右から左への6行のヒエログリフからなっている。1行目には、王朝誕生前のエジプトの下エジプトの王の名前が列挙されている（デシェレト（赤い冠）で識別される）。2行目以降に続く行は、第1王朝から第4王朝のファラオの年代記、つまり年代順に並べた各々の王の治世下の重要な出来事が列挙されている。2行目は、名前が明らかとなっていない第1王朝の王の最終年から始まっているが、一般的にはこの王はナルメルまたはホル・アハであると推定されている。2行目の残りは、この王の後継者（ホル・アハかジェルと推定される）の最初の9年間の年代記が書かれている。この面の碑文の残りの部分には、第4王朝の王までの年代記が続いている。
文章は裏面に続き、第5王朝の3人目の王ネフェルイルカラー・カカイの治世までの出来事が記されている。残った断片からでは、元のRoyal Annalsでこれより先の時代の出来事が書かれていたか否かは分からない。王の名前が記載されたところには、王の母の名前も記録されている。
記録された情報には、毎年のナイル川の水位の測定（ナイロメーター）、氾濫、祭祀の詳細、課税、彫刻、建築物、戦争等がある。

## 考古学的な歴史

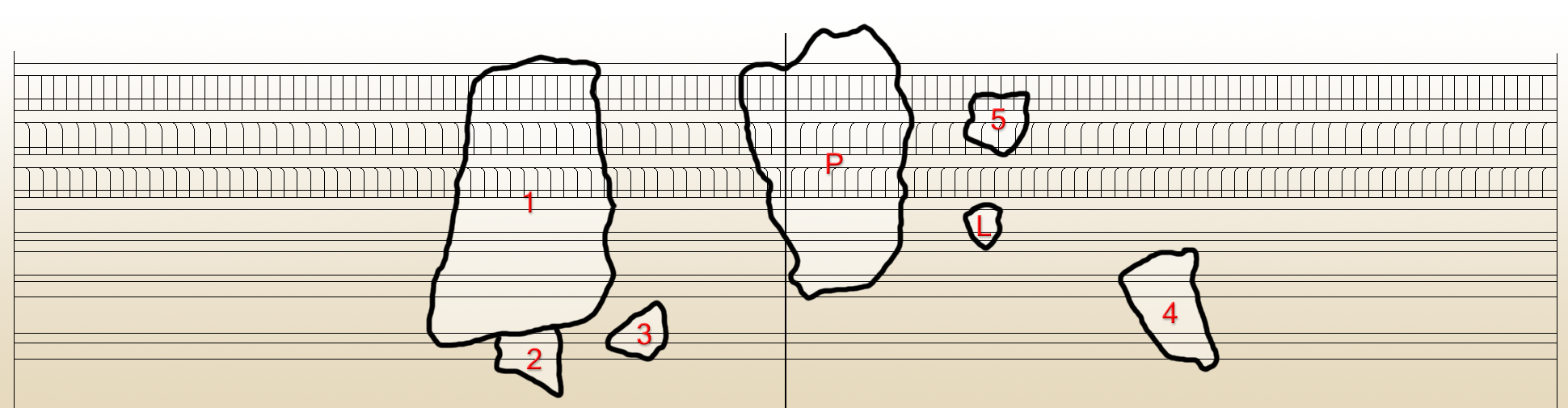
7つの断片から再構成されたRoyal Annals。Pはパレルモ石、nos. 1-5はカイロに所蔵、Lはロンドンに所蔵

石碑の元の位置は不明で、また残ったどの断片もその確かな考古学的な出所を持たない。現在カイロにある断片の1つはメンフィスの遺跡で発見されたと言われているが、カイロにある他の3つは中エジプトで発見されたと言われており、パレルモ石自体の発見場所についての定説はない。
パレルモ石はシチリアの弁護士フェルディナンド・グイダーノが1859年に購入し、1866年からパレルモにある。1877年10月19日、グイダーノ家がPalermo Archaeological Museumに寄贈し、以来そこで展示されている。
カイロのエジプト考古学博物館には、Royal Annalsの5つの断片が収蔵されているが、そのうち4つは1895年から1914年の間に入手されたものである。5つ目は1963年に骨董市場で購入された。小断片の1つは、フリンダーズ・ピートリーが1914年に購入したコレクションの1つとして、ユニヴァーシティ・カレッジ・ロンドンのピートリー博物館に収蔵されている。
パレルモ石の重要性は、フランスの考古学者が1895年に気付くまで、認識されていなかった。最初の翻訳と出版は、1902年にハインリッヒ・シェーファーによってなされた。

## 議論
パレルモ石とRoyal Annalsが記録された年代に関しては議論がある。碑文が一度に書かれたのかそれとも長年の間付け足されていったのか、また第5王朝以降でいつの時代に書かれたのかについて議論が起こっている。もっとずっと遅い時代、恐らくエジプト第25王朝時代（紀元前747年-656年）に書かれたという説もある。碑文の内容から、そこに書かれた時代の直後に掘られたのではなく、古王国時代の原文に直接基づいていると考えられている。
現存する全ての断片が同じ1つの石碑の一部だったか異なる複製物に由来するものであるのかについても議論がある。また関連してカイロに収蔵されている全てが本物ではないという説もある。
碑文は、保存状態とその古さのため、解読が難しい。碑文が第5王朝期の原文ではなく後世の複製だった場合、複製の過程における誤りがあることも考えられる。

## 重要性
パレルモ石や関連するRoyal Annalsの他の断片は古王国時代の歴史の重要な情報源であり、例えば他の記録には残されていない最初の5つの王朝の王家の家族の名前等が残っている。
トリノ王名表（紀元前13世紀）やアビドス王名表（紀元前1294年-1279年）のようなエジプト新王国期の王名表では、メネス（紀元前3100年-3000年頃）を第1王朝の最初の王でエジプトの統一者としている。しかし、Royal Annalsの冒頭には、上下エジプトの何人かの支配者の名前が書かれており、エジプト統一前の時代について書かれていると考えられる。これらの王の同定については議論がある。
古代の歴史家マネトは、完全なRoyal Annalsの石碑と似た情報を用いて、紀元前3世紀頃にエジプトの初期王朝の年代記『アイギュプティカ』(Aegyptiaca)を構築したが、現存する王名表はトリノ王名表のものと最もよく似ている。